# Estrela Velha
Estrela Velha är en kommun i Brasilien.   Den ligger i delstaten Rio Grande do Sul, i den södra delen av landet, 1 600 km söder om huvudstaden Brasília. Antalet invånare är 3 628.
Trakten runt Estrela Velha består till största delen av jordbruksmark. Runt Estrela Velha är det ganska glesbefolkat, med 34 invånare per kvadratkilometer.